# Жизнь и смерть радикального исторического Иисуса
Жизнь и смерть радикального исторического Иисуса (англ. The Life and Death of the Radical Historical Jesus) — книга Дэвида Бернса, опубликованная в 2013 году издательством Oxford University Press. Это культурная и интеллектуальная история Иисуса Христа, как её представляли себе различные левые радикалы в Соединённых Штатах с середины XIX века до Первой мировой войны. Книга получила положительные критические отзывы.

## Содержание
Среди тех, кого увлекал радикальный Иисус, были свободомыслящие люди, профсоюзные активисты, социалисты и анархисты, но эта концепция не нашла отклика у традиционных протестантов, афроамериканцев или католиков. Бернс также подчёркивает разделение в среде «радикальных религиозных деятелей» между сторонниками социального евангелизма или христианского социализма и теми, кто подчёркивали Иисуса как человеческую, политическую фигуру и отвергали его божественность, а также между теми, кто был искренне вдохновлён историей Иисуса, и теми, кто лишь использовал его образ для поддержки своих идей. Среди деятелей, проанализированных в книге, — аболиционисты Эрнест Ренан и Фредерик Дуглас, религиозные диссиденты, такие как Роберт Ингерсолл и Элизабет Кейди Стэнтон. Во второй главе обсуждаются социалистические концепции Иисуса, представленные Джорджем Херроном и Сиреном Уордом (англ. Cyrenus Ward), а также религиозный конфликт внутри Социалистической партии Америки. В двух главах обсуждается теолог Бук Уайт и его влиятельный труд «Призвание плотника» (англ. The Call of the Carpenter), в котором Иисус изображён как революционная фигура, выступающая против римского империализма и жадности. Последняя глава разбирает Юджина Дебса, который, как утверждает Бернс, в значительной степени опирается на радикальную традицию Иисуса. Деятели, создавшие «радикального исторического Иисуса», признваали, что их образ был воображаемым, хотя и утверждали, что он исторически верен.

## Критика
Рецензент Джанин Дрейк пишет, что книга является «гигантским шагом вперёд в области интеллектуальной истории рабочего класса», и что Бернс «заслуживает наивысшей похвалы» за «создание глубоко захватывающего и очень читабельного повествования из разрозненных биографий, опубликованных работ и газет». Патрисия Аппельбаум пишет, что книга является «ценным вкладом в литературу об американских интерпретациях Иисуса» и хвалит Бернса за выбор малоизученной темы. Шон Макклауд нашёл книгу «солидным вкладом в американистику, американскую религиозную историю и историю американского труда». По словам Дэвида Михалифи, «главный аргумент Бернса — о том, что внеакадемический радикальный исторический Иисус шагал по Соединённым Штатам на рубеже двадцатого века — важен и просто неоспорим».

## Похожие книги
- Деймон Гарсия (Damon Garcia). Бунтующий Господь: Возвращая радикального Иисуса (The God Who Riots: Taking Back the Radical Jesus)
- Терри Иглтон. Был ли Иисус революционером? (Was Jesus a Revolutionary?)